# بزرگ‌ددان
بزرگ‌ددان (نام علمی: Megatheriidae) نام یک تیره از راسته کرک‌داران است. دد در فرهنگ اساطیری و پیشدادی ایران به معنی غول پیکر و پشمینه است.